# 민봉기
민봉기(閔鳳基, 1936년 5월 28일 ~ )는 대한민국의 정치인이다. 인천 남구청장, 제16대 국회의원을 역임했다. 본관은 여흥 민씨(驪興閔氏)이다.

## 학력
- 황해도 옹진국민학교 졸업
- 서산중학교 졸업
- 인천고등학교 졸업
- 국제대학교 법학과 2년 중퇴
- 인하대학교 경영대학원 수료
- 서경대학교 명예졸업

## 경력
- 인천시 보건사회국장
- 인천시 산업ㆍ청소ㆍ세정ㆍ시정과장
- 인천시 남구ㆍ북구ㆍ부평구청장
- 여흥민씨 대종회회원
- 인천광역시 남동구청장
- 인천광역시 교통관광국장
- 인천광역시 민선제1기 남구청장
- 성산효도대학교 대학원 재단이사
- 공해추방국민운동 인천시지부 고문
- 인천대 행정대학원 자문위원
- 새누리당 상임고문
- 국민의힘 고문
- 국민의힘 인천을 살리는 선거대책위원회 선거대책본부 상임고문
- 국민의힘 인천시당 상임고문
- 대한민국헌정회 인천지회장

## 역대 선거 결과
|  | 32.68% |

|  | 40.19% |

|  | 37.60% |

|  | 4.80% |

## 같이 보기
- 남구 갑 (인천)
- 인천 남구의 국회의원
- 미추홀구청장
- 남동구청장
- 부평구청장